# Maximilien Henri Ghislain de Beeckman
Maximilien Henri Ghislain de Beeckman, ook wel de Beeckman de Libersart (Leuven, 31 januari 1781 - Aken, 8 oktober 1834) was een hoger ambtenaar en gouverneur in de Franse, Nederlandse en Belgische tijd in het zuiden van het Verenigd Koninkrijk der Nederlanden.

## Levensloop
De familie Beeckman verkreeg zijn eerste adelsverheffing in 1630.
Maximilien was een zoon van Ferdinand de Beeckman de Schoore, burgemeester van Leuven, en van Jeanne-Caroline de Vroey. Hij trouwde in 1815 met Augustine de la Hamayde (1786-1839). Het huwelijk bleef kinderloos. De weduwe hertrouwde in 1836 met de Nederlandse jonkheer Leonardus Petrus Johannes Ludovicus van der Maesen de Sombreffe (1775-1865).
Maximilien sloot zich aan bij het Franse keizerrijk. Hij was auditeur bij de Raad van State en advocaat-generaal bij het hof van beroep in Hamburg.
In 1816 werd hij onder het Verenigd Koninkrijk der Nederlanden erkend in de erfelijke adel met de titel baron, overdraagbaar bij eerstgeboorte. Hij werd tevens in de Ridderschap benoemd van de provincie Zuid-Brabant. Hij was kamerheer van koning Willem I der Nederlanden.
In zijn ambtelijke loopbaan werd hij achtereenvolgens:
- referendaris eerste klas bij de Raad van State,
- commissaris bij het ministerie van Waterstaat (1816-1820),
- gouverneur van de provincie Henegouwen (1826-1828),
- gouverneur van de provincie Limburg (1828-1831).

Na een kort gouverneurschap in de provincie Henegouwen, werd De Beeckman in 1828 gouverneur van Limburg in Maastricht. Hij werd echter in die functie gewantrouwd door Bernardus Johannes Cornelis Dibbets, de opperbevelhebber van de vesting Maastricht tijdens de blokkade van 1830-33. Dibbets vond hem te toegeeflijk voor de Belgische revolutionairen en in april 1831 leidde dit tot het ontslag van De Beeckman. Hierop vertrok hij naar Aken alwaar hij overleed.